# Ouïezd de Spassk (gouvernement de Tambov)
Pour les articles homonymes, voir Ouïezd de Spassk.

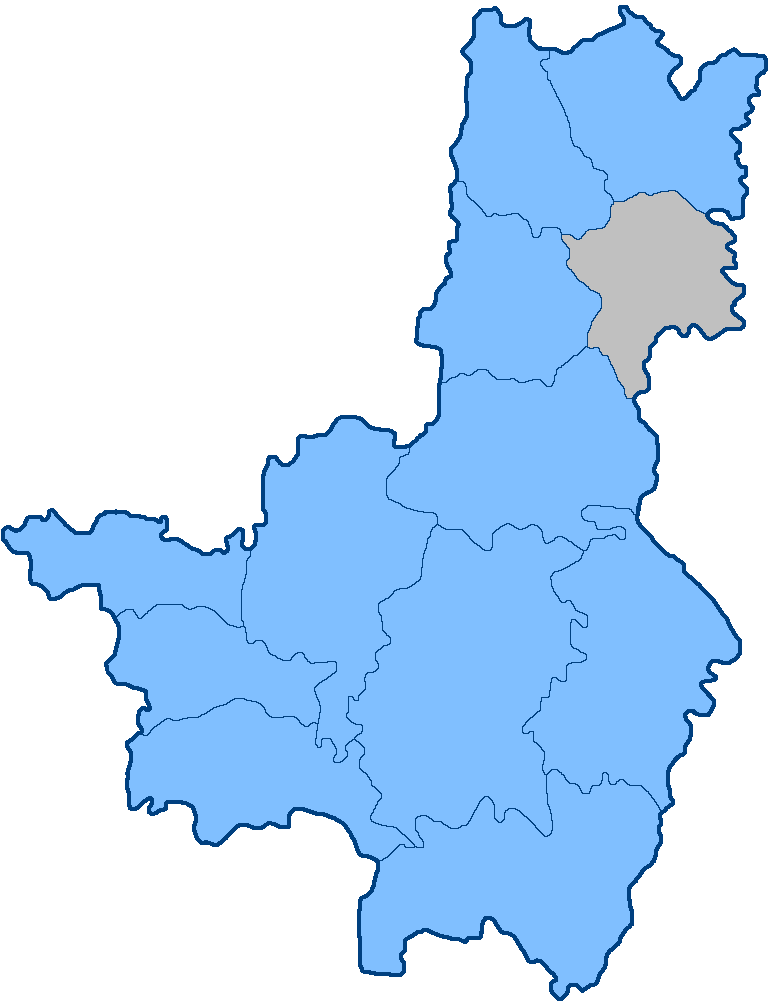
L'ouïezd de Spassk dans le gouvernement de Tambov.

L’ouïezd de Spassk (Спасский уезд) était l'une des subdivisions du gouvernement de Tambov de l'empire russe. Il était situé dans la partie nord-est du gouvernement. Son centre administratif était Spassk. Après la révolution il fait partie du gouvernement de Penza jusqu'à sa dissolution en 1928.

## Histoire
L'ouïezd est fondé en 1779 comme subdivision du gouvernement de Tambov (qui devient en 1796 la province de Tambov).
Par décret du 4 janvier 1923, l'ouïezd est transféré au gouvernement de Penza. En 1925, l'ouïezd est agrandi par adjonctions des territoires des ouïezds abolis de Kerenski et Narovtchatski. La même année Spassk et l'ouïezd prennent le nom de Bednodemiansk.
En 1928, l'ouïezd de Bednodemiansk est supprimé, son territoire devient le raïon de Bednodemiansk du district de Mordovie de la région de la Moyenne Volga. 

## Géographie
L'ouïezd s'étend sur 4 066 km2 avec une extension maximale de 85 verstes (91 km) du nord au sud et 70 verstes (75 km) d'ouest en est. Au sud et à l'est il est limitrophe du gouvernement de Penza. Son terrain est généralement plat avec quelques vallons et ravins. Le principal cours d'eau de l'ouïezd est le Vad, affluent de la Mokcha, qui le traverse du sud au nord.

## Subdivisions administratives
En 1893 l'ouïezd était composé de 16 volosts.

## Démographie
Au moment du recensement de l'Empire russe de 1897, l'ouïezd de Spassk comptait 121 366 habitants. De ce nombre, 51,6 % parlaient le russe, 46,4 % le mordve et 1,8 % le tatar comme langue maternelle. 